# Szamba (film)
A Szamba 1995-ben készült, 1996-ban bemutatott színes, magyar filmszatíra, Koltai Róbert rendezésében. A film jeleneteinek jelentős részét Budapesten, Tiszalúcon és Tiszaújvárosban forgatták.

## Történet
A 70-es, 80-as évek fordulóján járunk. Idősebb Szamba Ottó anyagbeszerző egy üveges KTSZ-nél, ezenkívül ő a Tisza-parti kisvárosban a kulturális élet középpontja, állandóan szervez: fesztivált, víziúttörő-csapatot, énekkart, de leginkább amatőr színjátszókat és előadásokat. Miatta sokáig minden gyerek színész akart lenni a kisvárosban, kivéve Kisottót, aki szégyelli apja ripacskodón arrogáns színművészetét, de ennek ellenére mégis jelentkezik a Színművészetire, amit sikeresen elvégez. Ezután barátjával és barátnőjével (Gézával és Évával) leszerződik – jobb híján – egy rémes vidéki társulathoz, ahol aztán megtapasztalják az akkori évek vidéki Magyarországának kisszerűségét.

## Szereplők
- Görög László – Ifj. Szamba Ottó (Kisottó/Tibor)
- Koltai Róbert – Idős Szamba Ottó
- Hernádi Judit – Bodrogi Jutka
- Kerekes Éva – Éva
- László Zsolt – Géza
- Mácsai Pál – Baradlai Péter, főrendező
- Jordán Tamás – Somlyó Feri bácsi
- Helyey László – Klárik tanár úr
- Lukáts Andor – Dezső
- Pogány Judit – Lidi
- Molnár Piroska – Szambáné
- Lázár Kati – Tyúk
- Hollósi Frigyes – Gigi
- Rajhona Ádám – Babits Gyuri
- Kovács Lajos – Raczkó igazgató
- Kátay Endre – Szamba tata
- Bódis Irén – Szamba mama
- Huszárik Kata – Erika
- Nagy Anna – Erika anyja
- Spindler Béla – csilláros ember
- Varga Szilvia – üzemi titkárnő
- Kari Györgyi – eladónő
- Szilágyi Tibor – rendőrfőhadnagy
- Trokán Péter – rendőr őrmester
- Fekete András – idős rab
- Hornung Gábor – fiatal őr
- Tálos József – fiatal rab
- Tóth Béla – mindenes ügyelő
- Rancsó Dezső – Vili
- Szabados Mihály – Jóska
- Molnár László – Jenő
- Mészáros Zoltán – Zoli
- Pap Lívia – Zsuzsi
- Molnár Judit – Mari
- Pető Fanni – Kati
- Éless Béla – Éliás elvtárs
- Hunyadkürti György – sakkozó színész
- Törköly Levente – sakkozó színész
- Győri Ilona – jegyszedőnő
- Tímár Éva – Szilvike
- Fekete Tibor – színpadmester
- Gőz István – koreográfus
- Garai Róbert – kellékes
- Vasvári Emese – műkedvelő színész
- Madarász Éva – műkedvelő színész
- Sztarenki Pál – műkedvelő színész
- Kelemen József – műkedvelő színész
- Lugosi György – főiskolai felügyelő
- Udvari Emese – főiskolai súgó
- Kiss László – főiskolai direktor
- Erdei Grünwald Mihály – felvételi bizottság tag
- Antal Olga – tanulmányi titkárnő
- László Boldizsár – Pethő Sándor, felvételiző
- Gráf Csilla – felvételiző lány
- Földvári Tamás – felvételiző
- Csizmadia Gergely – felvételiző
- Töreky Zsuzsa – súgó
- Hevesi András – karnagy
- Tóth Géza – bárpincér
- Czikora János – pártfunkcionárius
- Bank Tamás – vidéki színész
- Csapó Virág – vidéki színésznő
- Csurka László – vidéki színész
- Eczl Margit – vidéki színésznő
- Füzesi Klári – vidéki színésznő
- Hernek Alexandra – vidéki színésznő
- Horgas Ádám – vidéki színész
- Kéméndi Zoltán – vidéki színész
- Koltai Judit – vidéki színésznő
- Komlós István – vidéki színész
- Kósa Béla – vidéki színész
- Lecső Péter – vidéki színész
- Majoros Ági – vidéki színésznő
- Mucsi Sándor – vidéki színész
- R. Kárpáti Péter – vidéki színész
- Szabados Zoltán – vidéki színész
- Szandtner Zsófi – vidéki színésznő
- Gyurity István – vidéki színész
- Znamenák István – vidéki színész
- Szilvássy Katalin – színházi zenész
- Böröndi Tamás – katonatiszt
- Vas Éva – sztriptíztáncosnő
- Fuchs László – bárzongorista
- Szendőfi Péter – dobos
- Tardy Balázs – bárvendég
- Simon Géza – bárvendég
- Balogh Erika – büfés nő
- Somody Kálmán – büfés
- Bakai László – ügyelő

## Nézettség
A nézettségi adatok szerint 81 459 jegyet adtak el rá.